# Langblättrige Wasserähre
Die Langblättrige Wasserähre (Aponogeton elongatus) ist eine amphibisch lebende Pflanze aus der Familie der Wasserährengewächse.

## Beschreibung
Diese mehrjährige krautige Pflanze bildet eine Knolle aus. Die Blätter sind bandförmig und wachsen aus einer Rosette heraus. Sie sind sehr zart und am Rand gewellt. Die Blattoberfläche ist hellgrün, gelblichgrün bis rötlichbraun.
Die Chromosomenzahl beträgt 2n = 40.

## Vorkommen
Die Pflanze hat ihr natürliches Verbreitungsgebiet in Australien, vom nördlichen Australien bis ins nordöstliche New South Wales, wo sie in stehenden und fließenden Gewässern an schattigen und sonnigen Stellen vorkommt.

## Systematik
Es können zwei Unterarten unterschieden werden:
- Aponogeton elongatus subsp. elongatus: Sie kommt vom nördlichen Australien bis ins nordöstliche New South Wales vor.[2]
- Aponogeton elongatus subsp. fluitans Hellq. & S.W.L.Jacobs: Sie kommt in Queensland vor.[2]

## Verwendung in der Aquaristik
Anders als eine ganze Reihe der Wasserähren wird diese Pflanze im Fachhandel zur Bepflanzung von Aquarien nur sehr selten angeboten. Diese Wasserährenart gehört zu den anspruchsvollen Aquarienpflanzen, sie benötigt unter anderem eine Ruhezeit, in der sich die Knolle regenerieren kann. Der Lichtbedarf der Pflanze ist sehr hoch. Sie benötigt für ihr Wohlbefinden mittelhartes Wasser bei pH-Werten zwischen 7 und 8.